# Carlo Nogaro
Carlo Nogaro (Asti, 1837 – Choisy-au-Bac, 1931) è stato un pittore italiano.

## Biografia
Allievo di Michelangelo Pittatore, all'età di vent'anni venne condotto dallo stesso a Roma per "respirare l'aria di fermento artistica" della capitale.
Si avvicinò alle tecniche naturalistiche dell'epoca frequentando i pittori Costa, Monnier, Pittara, Pastoris, Gamba. Ritornò ad Asti dal Pittatore alla fine degli anni 1850; il maestro  subito si rese conto che la provincia non avrebbe potuto far progredire né stimolare artisticamente il giovane artista.
Si prodigò quindi per una sottoscrizione tra gli astigiani abbienti che permise al Nogaro di trasferirsi  in Toscana tra il 1861 ed il 1863.
Tornato ad Asti, il Nogaro vi rimase per qualche anno senza incontrare il favore dei suoi concittadini. Lo stesso artista scrisse nella sua breve biografia che in quegli anni non riuscì a vendere neppure un quadro "...per comperar colori e tutto quello che mi abbisognava per poter lavorare..."
Deluso abbandonò la città e si fermò a Costantinopoli per alcuni anni dove eseguì una serie di illustrazioni raffiguranti le trionfali esequie di Napoleone III.
Raggiunse poi Costantina in Algeria, poi andò in centro-Africa, infine in Francia dove si stabilì nel 1868.
Una delle opere venne pubblicata dall'Illustration di Parigi dell'autunno del 1866.
Si stabilì nella capitale francese nel 1868, e fu uno dei principali ideatori del Padiglione italiano all'"Esposizione Universale di Parigi" del 1878.